# Viva, Viva a FRELIMO
"Viva, Viva a FRELIMO" (hrv. "Živio FRELIMO") je bila nacionalna himna Mozambika od osamostaljenja od Portugala od 25. lipnja 1975. do 30. travnja 2002. godine.

## Povijest
Napisao ju je Justino Sigaulane Chemane 1970-ih, u čast komunističkog Frelima, mozambičke glavne političke stranke u novoj Narodnoj Republici Mozambiku od 1975. do 1992. godine. Godine 1994. održani su višestranački izbori i stihovi himne su promijenjeni, jer ih se doživljavalo neprimjerenim višestranačkoj državi.
Travnja 1997. mozambička vlada inicirala je natječaj za vidjeti tko će napisati najbolje nove stihove za himnu. "Pátria Amada" postala je nova mozambička himna 30. travnja 2002.

## Stihovi na portugalskom
Viva, viva a FRELIMO,
Guia do Povo Moçambicano!
Povo heróico qu'arma em punho
O colonialismo derubou.
Todo o Povo unido
Desde o Rovuma até o Maputo,
Luta contra imperialismo
Continua e sempre vencerá.
Pripjev:
Viva Moçambique!
Viva a Bandeira, simbolo Nacional!
Viva Moçambique!
Que por ti o Povo lutará.
Unido ao mundo inteiro,
Lutando contra a burguesia,
Nossa Pátria será túmulo
Do capitalismo e exploração.
O Povo Moçambicano
De operários e de camponeses,
Engajado no trabalho
A riqueza sempre brotará.
Pripjev

## Vanjske poveznice
- (eng.) People’s Republic of Mozambique: Viva, Viva a FRELIMO - Audio of the national anthem of the People’s Republic of Mozambique, with information and lyrics
- Instrumental version of Viva, Viva a FRELIMO na YouTube